# Андервуд, Джордж
Джордж Бернард Андервуд (англ. George Bernard Underwood; 4 ноября 1884, Манчестер, Нью-Гэмпшир — 28 августа 1943, Бостон) — американский легкоатлет, чемпион летних Олимпийских игр 1904 года.
На Играх 1904 года в Сент-Луисе Андервуд участвовал в трёх дисциплинах. Он занял пятое место в командной гонке на 4 мили, но в итоге его команда стала лучшей и он получил золотую медаль. Также он занял четвёртую позицию в гонке на 800 м и позицию между 7-й и 12-й в забеге на 400 м.